# Arne Novák
Arne Novák, vlastním jménem Arnošt František Marie Novák (2. března 1880 Litomyšl – 26. listopadu 1939 Polička), byl český výtvarný a literární historik a kritik, bohemista a germanista.

## Život
Pocházel ze sedmi dětí středoškolského učitele dr. Josefa Nováka a spisovatelky Terézy Novákové. Všech šest jeho sourozenců předčasně zemřelo, většinou ve věku mladé dospělosti.
Studoval na gymnáziu v Litomyšli a od roku 1895 v Praze. Maturoval v roce 1898. V letech 1898–1902 studoval germanistiku a bohemistiku na Universitě Karlově. V roce 1901 pobýval na univerzitě v Berlíně, roku 1904 na univerzitách v Mnichově a Heidelbergu.
Působil jako středoškolský profesor v Praze a Kutné Hoře.
V roce 1906 se habilitoval na Univerzitě Karlově jako docent německé literatury a roku 1910 rozšířil svou habilitaci i na dějiny literatury české. V roce 1920 se stal řádným profesorem české literatury na Masarykově universitě v Brně. V roce 1921 natrvalo přesídlil do Brna. V letech 1924–1925 byl děkanem Filozofické fakulty Masarykovy univerzity. Dvakrát, v letech 1938 a 1939, byl zvolen rektorem Masarykovy university. Je po něm pojmenována ulice, na které dnes sídlí Filozofická fakulta MU.
Jeho zásluhy ve vědních oborech dějiny české a německé literatury byly oceněny řádným členstvím v České akademii věd a umění (zvolen 27. ledna 1936), členem Královské české společnosti nauk se stal 14. ledna 1931, v červnu 1936 byl přijat do Pražského lingvistického kroužku. Od roku 1921 působil jako stálý a čelný spolupracovník redakce Lidových novin. Byl činný také v časopisech Volné směry, Pestrý týden, Lumír, Rozhledy aj.

### Rodinný život
Dne 7. července 1908 se v Praze oženil s Jiřinou Novákovou, rozenou Haaszovou (1887–1977), dcerou překladatele Jaroslava Haasze (1860–1939). Manželům Novákovým zemřel po nemoci v roce 1927 syn Radovan, student 2. třídy gymnázia.

## Dílo

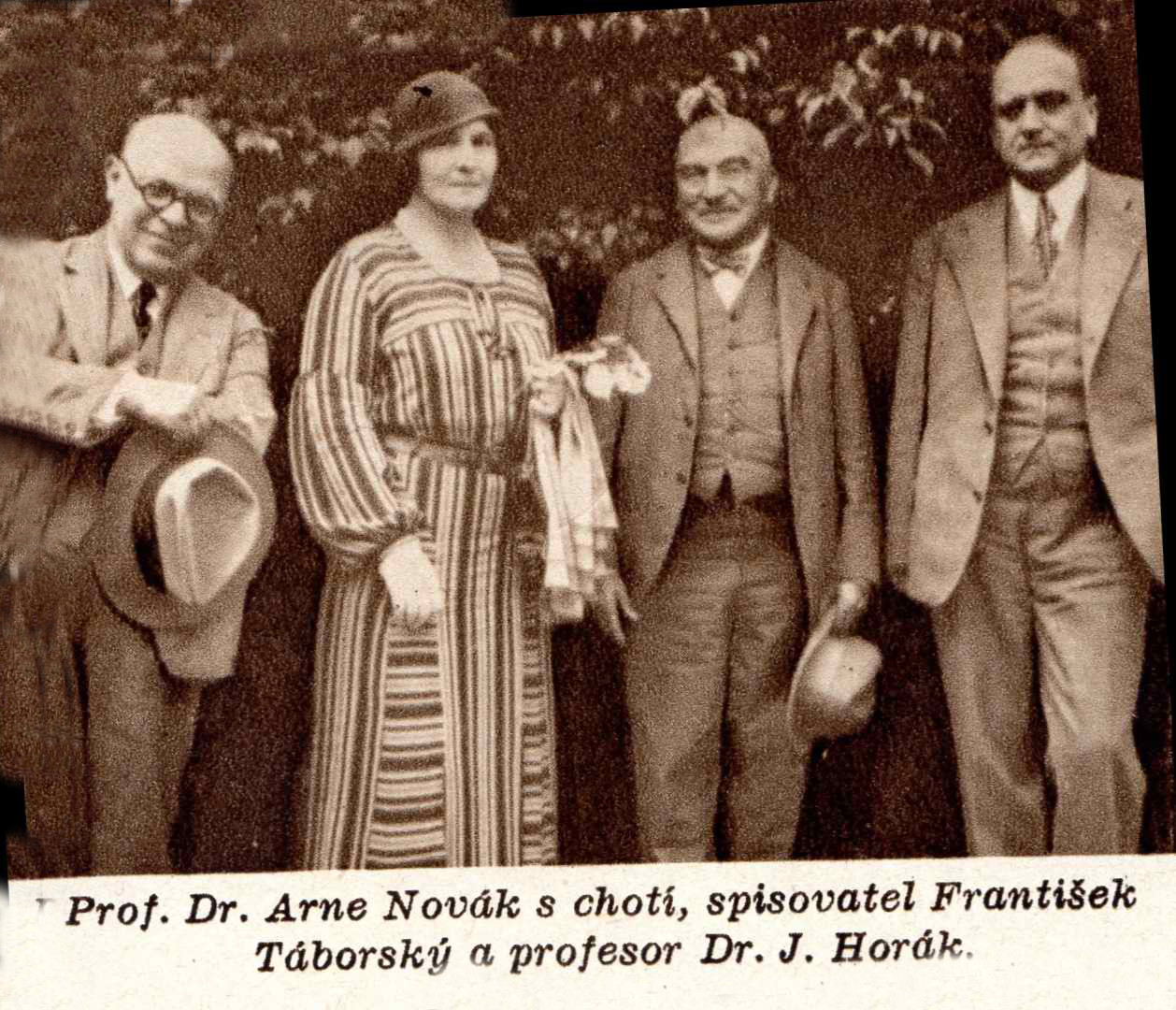
Arne Novák (vlevo) s manželkou, Litomyšl 1932

Byl velmi vzdělaný. V jeho díle je patrný nadhled, velký přehled, ale i analytické a hodnotící schopnosti. Jeho názory ovlivnili jeho učitelé František Xaver Šalda, Jaroslav Vlček a Josef Pekař. V jeho díle je patrný vliv pozitivismu.

### Literární věda
- Přehledné dějiny literatury české – první vydání v roce 1910 pod názvem Stručné dějiny literatury české. Postupně byly rozšiřovány (Přehledné dějiny literatury české od nejstarších dob až do politického osvobození, Praha 1922). Naposled vyšly v roce 1995.[14]
- Patero obrázků z dějin knihy (1911) [15]
- Kritika literární (1916 a 1925) – teoretický výklad postupů literární kritiky [16]
- České písemnictví s ptačí perspektivy (1920) [17]
- Zvony domova (1916) – statě o českých spisovatelích
- Z času za živa pohřbených (1923) – úvahy z let válečných [18]
- Nosiči pochodní (1928) – eseje [19]
- Řeči a proslovy (1931) [20]
- Literatura českého klasicismu obrozenského (1933) [21]
- Duch a národ (1936) [22]
- Smrt básníkova (1937) [23]
- Ruchovci a Lumírovci v bojích proti křivdě a za právo (1938) [24]
- Motivy ze spanilé země svatosti a umění (1940) [25]
- Zvony domova – eseje
- Literární atlas československý (2 svazky, spoluautor)

### Výtvarné umění a architektura
- T. V. Šimon: Praha. Dvacet pět původních leptů, Praha 1911
- Praha barokní Zlatoroh, Spolek výtvarných umělců Mánes 1915, 1921, František Borový, nakladatelství, Praha 1938, 1947 – eseje o pražské barokní architektuře [26]
- Litomyšl (1916) [27]
- Podobizny žen, Praha 1918, Novina, nakladatelství, Praha 1940 [28]
- La Prague baroque, Aventinum (Otakar Štorch-Marien), Praha 1920, 1938
- Das Barocke Prag, Orbis, Praha 1922
- Jaroslav Veris, Praha 1927
- Brno. Cyklus leptů, Brno 1928
- M. Švabinský. Hlavy známé i neznámé, Praha 1928
- Dílo Václava Rabasa 1908–1941. Soubor obrazů, kreseb a plastik, Praha 1942

### Monografie
- Jan Erazim Vocel, Praha 1922 (s. Luborem Niederlem a Vojtěchem Birnbaumem)
- Jan Neruda [29]
- Svatopluk Čech
- Josef Dobrovský [30]
- Viktor Dyk [31]
- Josef Pekař